# Beatriz Cortez
Beatriz Cortez (San Salvador, El Salvador, 1970) es una artista y académica salvadoreña que vive en Los Ángeles. Participó en la 60.ª Bienal de Venecia de 2024, por primera vez.

## Trayectoria
Cortez obtuvo un doctorado en literatura latinoamericana por la Universidad Estatal de Arizona y una maestría en Bellas Artes en el Instituto de Artes de California.
En 2017 participó en una exhibición con temática de ciencia ficción en la Universidad de California, Riverside y, en 2018, su trabajo se pudo ver en la exposición colectiva Made in LA en el Museo Hammer de Los Ángeles. Según la propia artista su obra explora "la simultaneidad, la vida en diferentes temporalidades y diferentes versiones de la modernidad, particularmente en relación con la memoria y la pérdida después de la guerra y la experiencia de la migración".
Es profesora en el Departamento de Estudios Centroamericanos de la Universidad Estatal de California, Northridge, y como artista está representada por la Galería Commonwealth and Council de Los Ángeles.

## Obras seleccionadas

### Tzolk'in
Una de las piezas más populares de Cortés es una escultura llamada Tzolk'in. La artista creó dos esculturas idénticas en dos lugares distintos. Uno de ellos era el Museo Hammer, como parte de la instalación Made in LA 2018. La otra escultura estaba junto al río Los Ángeles y era una escultura de arte público independiente y site-specific. La razón de las ubicaciones drásticamente diferentes fue resaltar las diferentes realidades que existen dentro de las mismas ciudades. Ambas esculturas estaban una frente a la otra, a pesar de que se encontraban a veinte millas de distancia. La razón de plantearlo así era hacer referencia al vínculo que las dos esculturas tienen entre sí, que es comparable al "vínculo que une a dos entidades del mismo tipo a través del espacio y el tiempo."
Técnicamente hay tres esculturas diferentes de Tzolk'in en el mundo. Cortez recreó una escultura de forma virtual para honrar la muerte de Claudia Gómez Gonzales, mujer que fue asesinada por un agente de Aduanas y Protección Fronteriza de Estados Unidos, cerca del Río Bravo. Cortez pudo crear el Tzolk'in virtual al asociarse con la aplicación 4th Wall de Nancy Baker Cahill. Si se accede a la aplicación desde un determinado lugar en el Río Bravo y se sostiene el teléfono en alto, se puede ver la escultura virtual.

### Memory Insertion Capsule
Realizada en 2017, explora varios conceptos que van desde la migración antigua hasta la historia de la esterilización forzada por parte de los eugenistas de Los Ángeles a principios del siglo XX. Cortez extrae la inspiración para muchas de sus esculturas de la literatura, los archivos, la filosofía, el arte antiguo y las culturas indígenas.
Memory Insertion Capsule hace referencia tanto a las técnicas de construcción locales como a la arquitectura indígena, todo ello tomando la forma de una nave espacial/cápsula. Incorpora acero y conceptos futuristas con la arquitectura indígena para conectarse con su filosofía de entender “la migración como un movimiento planetario que ha existido durante millones de años”.
Dentro de la cápsula se encuentra un casco de acero que proyecta imágenes que hacen referencia a Paul Popenoe, quien apoyó la teoría de la eugenesia. La tienda de campaña sobre la cápsula hace referencia a la falta de vivienda y la migración forzada que ocurre tanto dentro como fuera de Los Ángeles. La cápsula en sí tiene 12 lados con protuberancias visibles en cada uno de los paneles de acero que imitan la metalistería repujada de los primeros colonos españoles. Toda la soldadura la realiza la propia artista, lo que hace referencia a las construcciones de género y a cómo, en sus palabras, “los hombres hacen cosas con acero, mientras que las mujeres cosen… Cuando estoy soldando, me imagino que soy una costurera”.
En esta obra se presentan numerosos conceptos, pero Cortez espera principalmente cambiar la idea de cómo vemos a las culturas indígenas como parte del pasado y, en cambio, propone “imaginar a los pueblos indígenas como parte de nuestro futuro”.

## Selección de exposiciones
Cortez ha realizado exposiciones individuales en Craft Contemporary, Los Ángeles (2019); Clockshop, Los Ángeles (2018); Vicent Price Art Museum, Los Ángeles (2016); Monte Vista Projects, Los Ángeles (2016); Centro Cultural de España de El Salvador (2014) y Museo Municipal Tecleño (MUTE), El Salvador (2012).
Entre las exposiciones colectivas destaca Tina Kim Gallery, Nueva York (2018); Museo Hammer, Los Ángeles (2018); BANK/MABSOCIETY, Shanghái, China (2017); Ballroom Marfa, Marfa, Texas (2017); Museo Whitney de Arte Estadounidense, Nueva York (2017); Centro Cultural Metropolitano, Quito, Ecuador (2016); y Los Ángeles Contemporary Exhibitions (2016).

### Trinidad / Joy Station(2019)
Trinidad / Joy Station se exhibió del 27 de enero al 12 de mayo de 2019 en Craft Contemporary en Los Ángeles. En esta instalación, Cortez imaginó una vida comunitaria futura que combina la arquitectura de cúpula geodésica o las comunidades utópicas de posguerra en los Estados Unidos con las prácticas de vida colectiva de los antiguos mayas en lo que hoy es El Salvador, y plantea nociones de pensamiento especulativo, nomadismo y alegría spinoziana.

## Obra en colecciones
La obra de Cortez se encuentra en las siguientes colecciones: The Broad Museum at MSU (East Lansing, MI), El Paso Museum of Art (El Paso, Texas), Ford Foundation (Nueva York), Mario Cader-Fench Collection (Miami, Florida) y el Museo Comunitario Kaqjay (Patzicia, Guatemala).

## Premios y becas
- Premio Artadia Los Ángeles (2020)
- Premio Inaugural de Escultura Frieze LIFEWTR (2019)
- Foundation Fellowship of Contemporary Arts (2019) [16]
- Hort Mann Foundation Fellowship for Emerging Artists (2018)
- Artista en residencia The Main Museum, Los Ángeles (2018)
- California Community Foundation Felloship for Visual Artists (2016)
- Beca de la Walt Disney Company Foundation, California Institute of the Arts (2013-2015).[8]